# Anthophiura
Anthophiura är ett släkte av ormstjärnor. Anthophiura ingår i familjen fransormstjärnor.
Kladogram enligt Catalogue of Life:
| Anthophiura | \| \| Anthophiura axiologa \| \| \| \| \| \| Anthophiura dilatata \| \| \| \| \| \| Anthophiura granulata \| \| \| \| \| \| Anthophiura ingolfi \| \| \| \| \| \| Anthophiura nixastrum \| \| \| \| |
|             | \| \| Anthophiura axiologa \| \| \| \| \| \| Anthophiura dilatata \| \| \| \| \| \| Anthophiura granulata \| \| \| \| \| \| Anthophiura ingolfi \| \| \| \| \| \| Anthophiura nixastrum \| \| \| \| |
|             | Anthophiura axiologa |
|             | |
|             | Anthophiura dilatata |
|             | |
|             | Anthophiura granulata |
|             | |
|             | Anthophiura ingolfi |
|             | |
|             | Anthophiura nixastrum |
|             | |